# Andrij Olekszijovics Lunyin
Andrij Olekszijovics Lunyin (ukránul: Андрій Олексійович Лунін; Krasznohrad, 1999. február 11. –) ukrán válogatott labdarúgó, a Real Madrid játékosa.

## Pályafutása

### Klubcsapatban
Andrij Lunyin pályafutását a Metaliszt Harkiv akadémiáján kezdte, majd ezt követően csatlakozott a Dnyipro ifjúsági csapatához. 2016 nyarától a klub tartalék csapatának tagja volt, majd 2016. október 16-án a Karpati Lviv elleni bajnokin bemutatkozhatott az ukrán élvonalban.
A 2017-2018-as szezont a Zorja Luhanszk csapatában töltötte. Ötvenegy élvonalbeli bajnokijából húsz találkozón nem kapott gólt, teljesítményével több európai élklub figyelmét felkeltette. 2018. június 19-én a Real Madrid megállapodott a Zorjával és 8,5 millió euróért szerződtette a fiatal kapust.  2018. június 22-én Lunyin hatéves szerződést írt alá a spanyol klubbal. Augusztus 27-én bejelentették, hogy a Leganésnél tölti a 2018–2019-es évadot kölcsönben.
A 2019–2020-as idényre a szintén élvonalbeli Real Valladolidhoz került kölcsönbe. A Valladolidban csak két kupamérkőzésen kapott lehetőséget, bajnokin nem lépett pályára. 2020 januárjában a másodosztályú Real Oviedo vette kölcsön a szezon hátralevő részére.
2024. szeptember 13-án ötéves szerződéshosszabbítást írt alá a Madridi klubbal, amely 2030. június 30-ig szól. 

### A válogatottban
2018. március 23-án mutatkozott be az ukrán válogatottban Szaúd-Arábia ellen. Ő lett a 
válogatott történetének legfiatalabban debütáló kapusa 19 évesen és 40 naposan.

## Sikerei, díjai

### Klubcsapatok
Real Madrid
- Spanyol bajnok: 2021–22
- Spanyol szuperkupa: 2021–22
- Bajnokok ligája (2):  2021–22, 2023-24

### Válogatott
- Ukrajna U20
  - U20-as labdarúgó-világbajnokság: 2019

### Egyéni
- U20-as labdarúgó-világbajnokság aranykesztyű: 2019

## Statisztikái

### Klub
2020. július 17-én lett frissítve.
| Klub                    | Szezon         | League               | League | League | Nemzeti kupa | Nemzeti kupa | Nemzetközi kupa | Nemzetközi kupa | Egyéb | Egyéb | Összesen | Összesen |
| Klub                    | Szezon         | Bajnokság            | Mérk.  | Gólok  | Mérk.        | Gólok        | Mérk.           | Gólok           | Mérk. | Gólok | Mérk.    | Gólok    |
| ----------------------- | -------------- | -------------------- | ------ | ------ | ------------ | ------------ | --------------- | --------------- | ----- | ----- | -------- | -------- |
| Dnipro                  | 2016–17        | Ukrán Premier League | 22     | 0      | 3            | 0            | 0               | 0               | 0     | 0     | 25       | 0        |
| Zorja Luhanszk          | 2017–18        | Ukrán Premier League | 29     | 0      | 1            | 0            | 6               | 0               | 0     | 0     | 36       | 0        |
| Real Madrid             | 2018–19        | La Liga              | 0      | 0      | 0            | 0            | 0               | 0               | 0     | 0     | 0        | 0        |
| Leganés (kölcsönben)    | 2018–19        | La Liga              | 5      | 0      | 2            | 0            | –               | –               | –     | –     | 7        | 0        |
| Valladolid (kölcsönben) | 2019–20        | La Liga              | 0      | 0      | 2            | 0            | –               | –               | –     | –     | 2        | 0        |
| Oviedo (kölcsönben)     | 2019–20        | Segunda División     | 19     | 0      | 0            | 0            | –               | –               | –     | –     | 19       | 0        |
| Teljes karrier          | Teljes karrier | Teljes karrier       | 75     | 0      | 8            | 0            | 6               | 0               | 0     | 0     | 89       | 0        |

### A válogatottban
2019. november 14 lett frissítve.
| Ukrajna  | Ukrajna | Ukrajna |
| Év       | Mérk.   | Gólok   |
| -------- | ------- | ------- |
| 2018     | 4       | 0       |
| 2019     | 1       | 0       |
| Összesen | 5       | 0       |

## További információ
- Profile at FFU Official Site Archiválva 2018. január 25-i dátummal a Wayback Machine-ben (Ukr)
- Andrij Olekszijovics Lunyin adatlapja a Soccerway oldalon (angolul)